# Observatorio Universitario de Helsinki
El Observatorio Universitario de Helsinki, (nombre original en finés: Helsingin yliopiston Observatorio) está situado en la capital de Finlandia. Albergó el Departamento de Astronomía de la Universidad de Helsinki hasta finales de 2009, cuando se convirtió en un centro de visitantes y museo dedicados a la astronomía.

## Historia
El Observatorio Astronómico de Helsinki fue diseñado conjuntamente por el profesor Friedrich Argelander y el arquitecto Carl Ludvig Engel. El edificio se completó en 1834. Los instrumentos astronómicos y la documentación que se habían salvado del Gran Incendio de Turku fueron transferidos a Helsinki. El observatorio estuvo entre las instalaciones más modernas de su tiempo, y sirvió como un ejemplo para varios observatorios europeos que se construyeron después.
En 1890 se dispuso una torre separada en el jardín del observatorio para el telescopio astrofotográfico. Este edificio alberga un refractor doble, con dos telescopios de 0,33 metros montados en paralelo. Uno de los telescopios está construido para ser utilizado con un ocular y el otro con placas fotográficas.
El observatorio está localizado en el centro de la ciudad y no ha estado en uso activo desde mediados del siglo XX. Para evitar el problema de la contaminación lumínica, se construyó en los años 1970 un nuevo observatorio en Metsähovi, Kirkkonummi, dotado con un telescopio de 60 centímetros. El Radio Observatorio de Metsähovi se construyó en la misma época, y es el centro de investigación en radioastronomía de la Universidad Aalto.
Los departamentos de astronomía y de física de la Universidad de Helsinki se fusionaron a principios de 2010, y los astrónomos se trasladaron al campus de Kumpula. El edificio del observatorio fue exhaustivamente renovado, siendo reabierto al público como museo y centro de visitantes en 2012. También alberga la asociación de astronomía amateur Ursa.